# Hyundai Galloper
Hyundai Galloper var en offroader fra sydkoreanske Hyundai, som blev produceret i årene 1991 til 2003.
Den var baseret på første generation af Mitsubishi Pajero, og blev i Danmark solgt og serviceret gennem Mitsubishis forhandlernet.
Galloper var tilgængelig med en 6-cylindret 3,0 liters benzinmotor med 104 kW (141 hk), samt en 4-cylindret 2,5 liters dieselmotor, som ydede 88 hk uden og 106 hk med intercooler.